# Belgique au Concours Eurovision de la chanson 2019
La Belgique est l'un des quarante et un pays participants du Concours Eurovision de la chanson 2019, qui se déroule à Tel-Aviv en Israël. Le pays est représenté par Eliot Vassamillet et sa chanson Wake Up, sélectionnés en interne par le diffuseur belge francophone RTBF. Le pays se classe 13e avec 70 points en demi-finale, ne parvenant pas à se qualifier pour la finale.

## Sélection

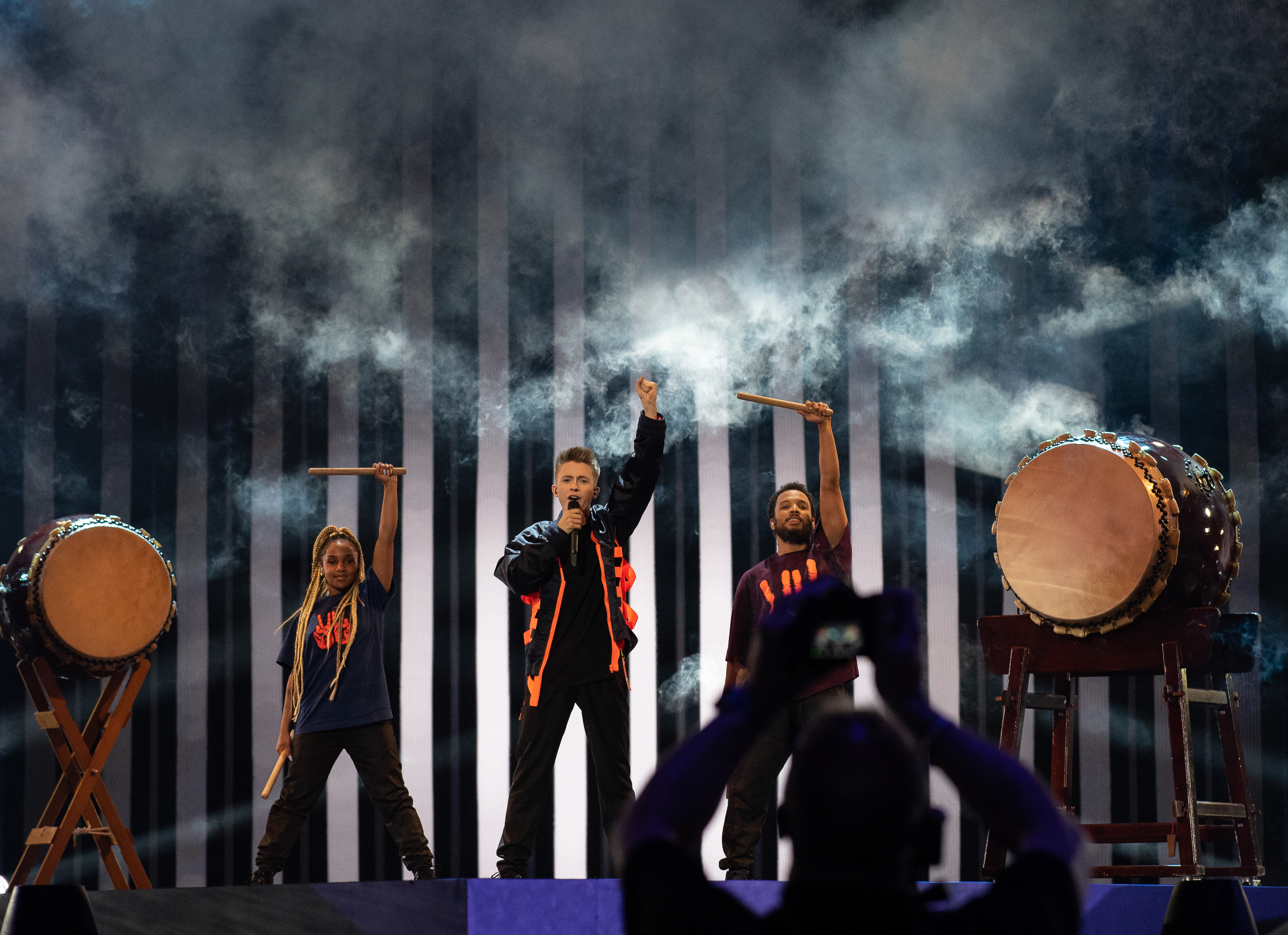
L'image ci-dessus a été prise lors de la participation de la Belgique à l'Eurovision en 2019.

Le diffuseur belge francophone RTBF a annoncé sa participation à l'Eurovision 2019 le 13 juillet 2018. C'est le 14 janvier 2019 que le diffuseur annonce que son représentant, sélectionné en interne, sera Eliot. Le 28 février 2019, sa chanson Wake Up est présentée au public.

## À l'Eurovision
La Belgique participe à la première demi-finale, le 14 mai 2019. Le pays y termine 13e avec 70 points et ne parvient pas à se qualifier en finale. C'est le premier échec de la RTBF — qui prend en charge la participation belge les années impaires entre 2003 et 2019 — depuis 2011.

### Vote

#### Points attribués à la Belgique
| Score     | Télévote            | Jury                               |
| --------- | ------------------- | ---------------------------------- |
| 12 points |                     |                                    |
| 10 points |                     | - Chypre - Portugal                |
| 8 points  |                     |                                    |
| 7 points  |                     |                                    |
| 6 points  |                     | Slovénie                           |
| 5 points  | France              | Espagne                            |
| 4 points  | - Estonie - Espagne | Islande                            |
| 3 points  | Chypre              | - Tchéquie - Israël - Pologne      |
| 2 points  | Portugal            | - Finlande - Géorgie - Saint-Marin |
| 1 point   | - Islande - Pologne |                                    |

#### Points attribués par la Belgique
| Score     | Télévote    | Jury        |
| --------- | ----------- | ----------- |
| 12 points | Estonie     | Australie   |
| 10 points | Australie   | Islande     |
| 8 points  | Portugal    | Tchéquie    |
| 7 points  | Islande     | Estonie     |
| 6 points  | Tchéquie    | Grèce       |
| 5 points  | Pologne     | Serbie      |
| 4 points  | Grèce       | Biélorussie |
| 3 points  | Slovénie    | Chypre      |
| 2 points  | Saint-Marin | Hongrie     |
| 1 point   | Chypre      | Portugal    |

| Score     | Télévote  | Jury      |
| --------- | --------- | --------- |
| 12 points | Pays-Bas  | Italie    |
| 10 points | France    | Islande   |
| 8 points  | Italie    | France    |
| 7 points  | Norvège   | Suisse    |
| 6 points  | Espagne   | Pays-Bas  |
| 5 points  | Suisse    | Tchéquie  |
| 4 points  | Australie | Australie |
| 3 points  | Islande   | Grèce     |
| 2 points  | Suède     | Chypre    |
| 1 point   | Russie    | Danemark  |